# Aula Regia
Aula Regia of Palas-zaal is de naam van de koninklijke zalen in paltsen. In de Middeleeuwen werd de term gebruikt als synoniem voor de paleizen zelf.
Een nog bestaande voormalige Visigotische Aula Regia is de later tot kerk ingewijde Santa María del Naranco in Oviedo, gebouwd in 850 als de Aula Regia Ramiros I. Een Aula Regia is ook het Akense koningspalts in Aken. Hier vond het kroningsmaal plaats na de kroning van een koning of keizer van het Heilige Roomse Rijk. De Königshalle van de Ingelheimer Kaiserpfalz werd digitaal gereconstrueerd. Architectonisch voorbeeld voor alle was de Basilica van Constantijn in Trier.
Een Aula Regia werd ook de ontvangstzaal in de Domus Flavia, het paleis van Domitianus op de Palatijn in Rome, genoemd.

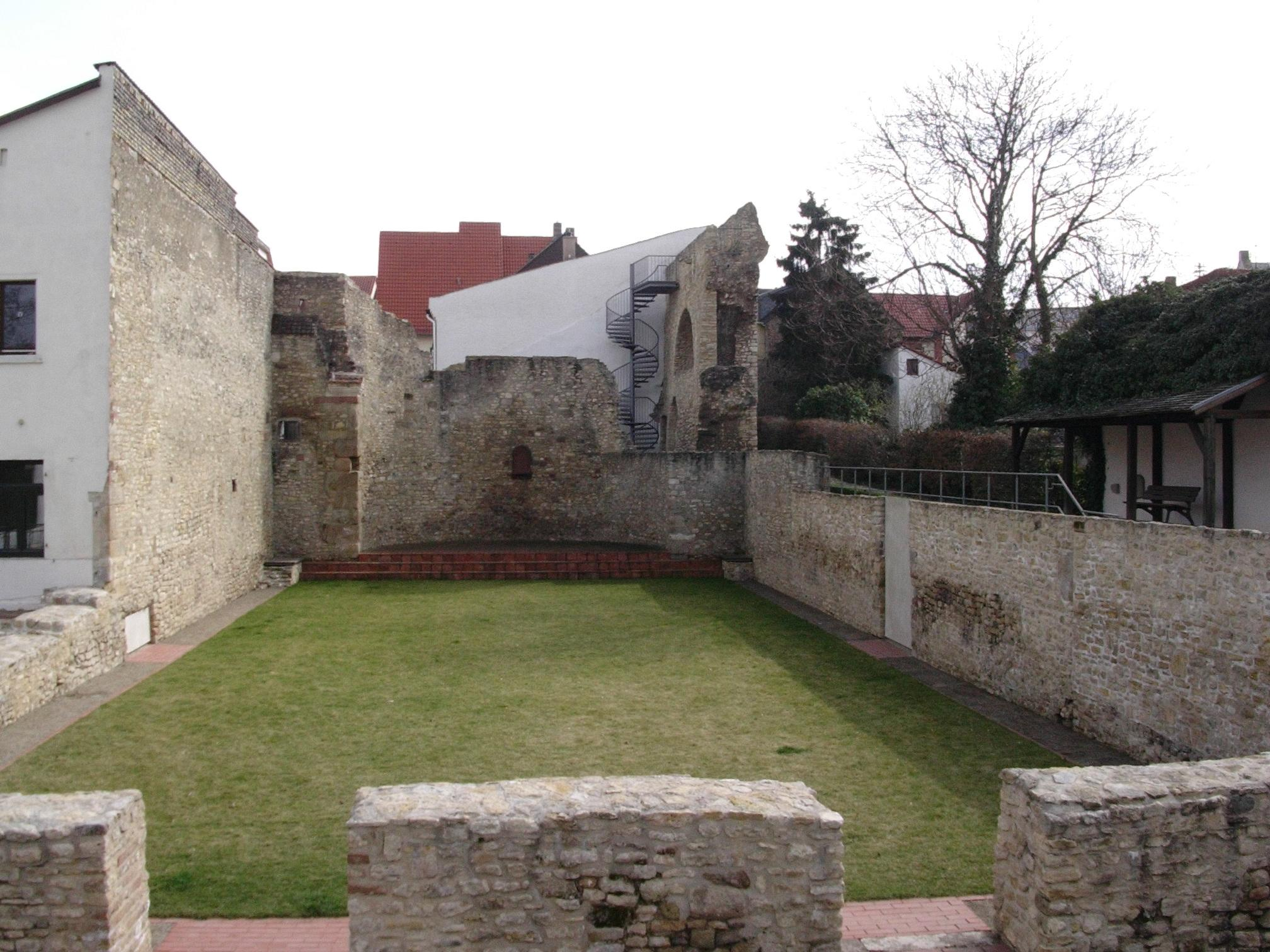
Aula Regia in de overblijfselen van het Ingelheimer Kaiserpfalz
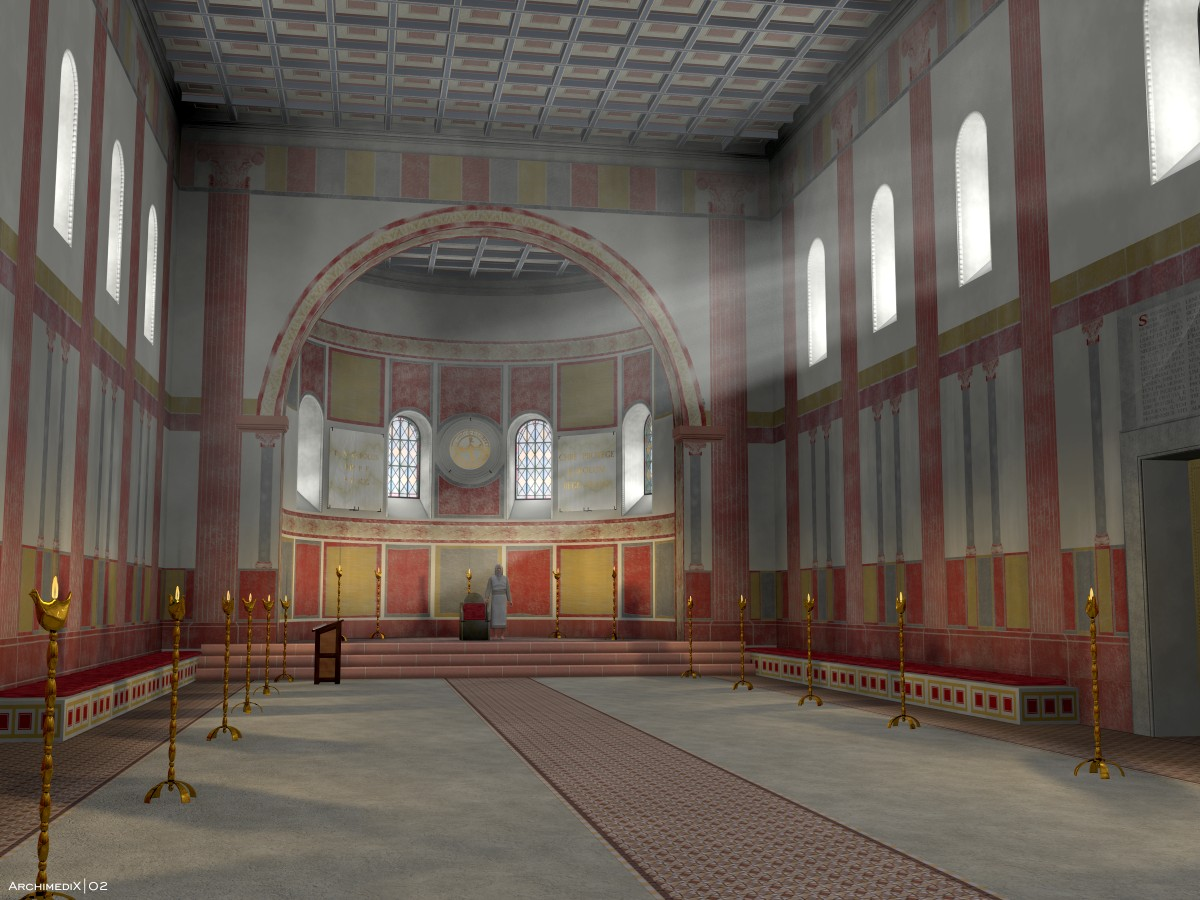
Digitale reconstructie van de Aula Regia van het Ingelheimer Kaiserpfalz
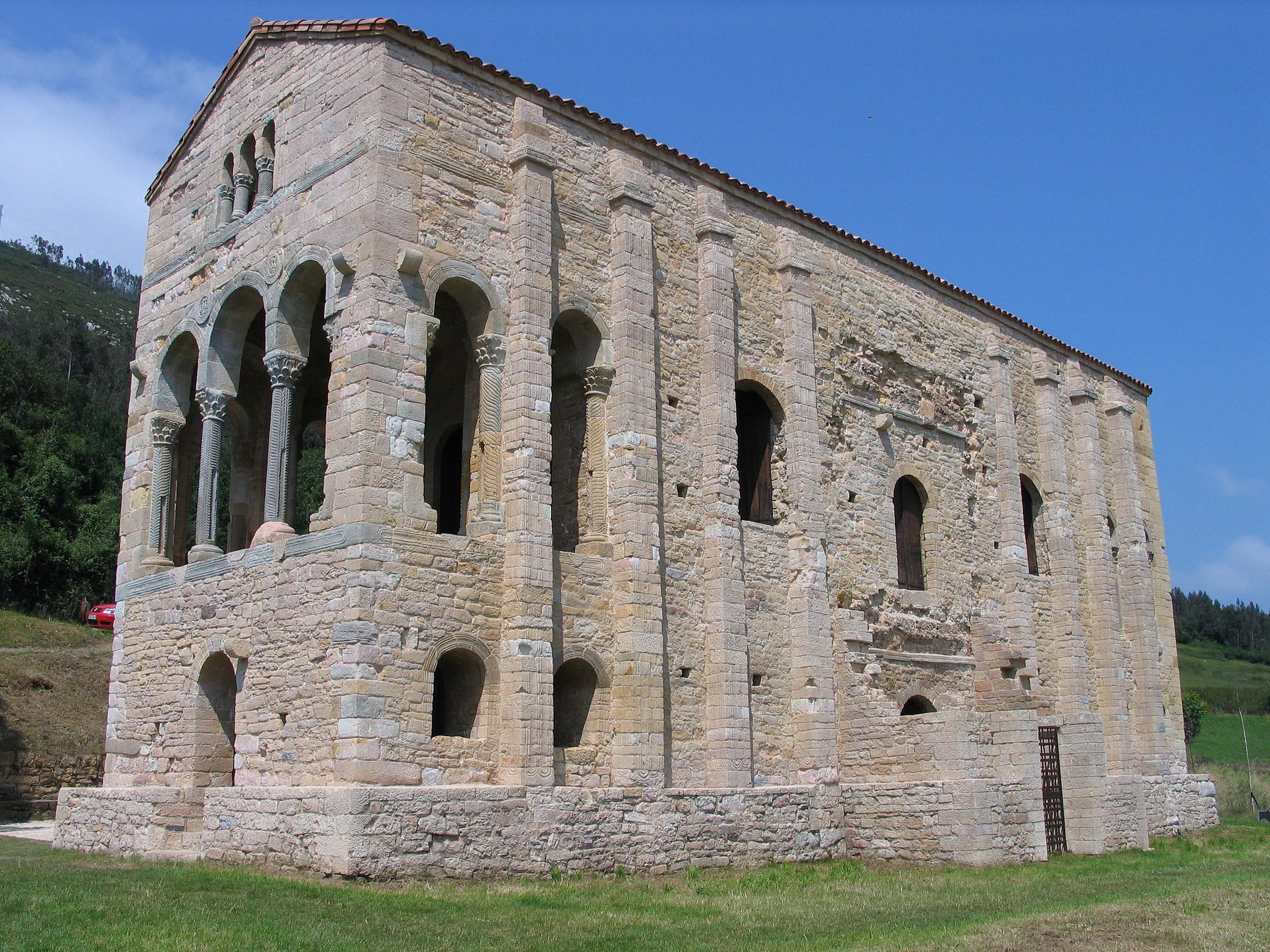
Santa María del Naranco
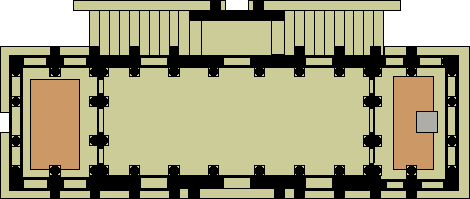
Plattegrond van Santa María del Naranco